# 日本バスプロ協会
日本バスプロ協会（にっぽんバスプロきょうかい）は、山梨県富士河口湖町、河口湖に本部を置く、多くのブラックバス釣りのプロ（バスプロ）が加盟している団体。前身はJBTA（ジャパン・バスフィッシング・ トーナメント・アソシエーション）。日本全国の湖でバス釣りトーナメントを開催している。